# Takhle nějak to bylo...
Takhle nějak to bylo... (1992) je album Karla Plíhala. Obsahuje 19 písniček, které Plíhal nahrál během koncertu v Náměšti nad Oslavou, ve dvou písničkách (Vánoční píseň a Negalantní kuplet o posledním zvonění) hostuje Pavel Kopřiva na housle. Karel Plíhal zpívá a doprovází se na kytaru.
Většina písní na albu jsou Plíhalovy, album ale také obsahuje písně s texty jiných autorů, např. tři Kainarovy písně, které později vyšly na albu Nebe počká (2004) společně s Plíhalovou písní Děvče mi usnulo, či cover verzi písně On Horseback z alba Ommadawn od Mike Oldfielda (Pohádka).
Píseň Zahradnická byla vydána i s alternativním textem pod názvem Loučení s vůní šeříků. Vyšla na MC Folkové vánoce (1989) a na albu Alba a bonusy 1984-1990 (2018).
Písničky Karel Plíhal prokládá krátkými vtipnými básničkami a říkankami.

## Seznam písní
1. Země je deska (Karel Plíhal) – 1:35
2. Mrtvý vrabec (Josef Kainar) – 1:45
3. Pohádka (Mike Oldfield / Karel Plíhal) – 3:55
4. Vánoční píseň (Karel Plíhal / Jaroslav Seifert) – 2:37
5. Černá díra (Karel Plíhal) – 2:05
6. Podivná kometa (Karel Plíhal) – 4:37
7. Modrá knížka (Lubomír Schneider / Karel Plíhal) – 2:49
8. Negalantní kuplet o posledním zvonění (Karel Plíhal / Jiří Žáček) – 1:53
9. Zahradnická (Karel Plíhal) – 2:02
10. Jaro (Karel Plíhal) – 2:03
11. Děvče mi usnulo (Karel Plíhal) – 1:43
12. Bázlivá (tradicionál Deep Purple / Josef Kainar) – 1:19
13. Pepita (Karel Plíhal / Emanuel Frynta) – 2:24
14. Sněhulák (Plíhalovi) – 0:27
15. Imperial blues (Josef Kainar) – 3:46
16. Amnestie (Karel Plíhal) – 2:42
17. Provazochodecká (Karel Plíhal) – 1:59
18. Na Svatým Kopečku (Karel Plíhal) – 3:30
19. Hrací strojek (Karel Plíhal) – 2:01